# Communauté de communes du Sillon mosellan
Cet article concerne l’intercommunalité. Pour bassin topographique, voir Sillon mosellan.
La communauté de communes du Sillon mosellan est une ancienne communauté de communes française qui était  située dans le département de la Moselle en région Lorraine.

## Histoire
La communauté de communes du Sillon mosellan est créée le 30 juillet 2003.
Le 1er janvier 2014, elle fusionne avec la communauté de communes de Maizières-lès-Metz pour former la communauté de communes des Rives de Moselle.

## Composition
Elle regroupait les 6 communes de :
- Gandrange
- Hagondange (siège)
- Hauconcourt
- Mondelange
- Richemont
- Talange

## Administration
| Période                                  | Période          | Identité             | Étiquette | Qualité                                                          |
| ---------------------------------------- | ---------------- | -------------------- | --------- | ---------------------------------------------------------------- |
| Les données manquantes sont à compléter. |                  |                      |           |                                                                  |
| mars 2008                                | 1er janvier 2014 | Jean-Marc Todeschini | PS        | Adjoint au maire de Talange (depuis 1983) Sénateur (depuis 2001) |